# Aperam
Aperam is de op vijf na grootste roestvaststaalproducent ter wereld. Het heeft zes fabrieken in België, Frankrijk en Brazilië.
Naast Aperam zijn ook het Finse Outokumpu en het Spaanse Acerinox actief in Europa als producent van roestvast staal.

## Activiteiten
De activiteiten van Aperam zijn verdeeld over drie divisies, Stainless & Electrical Steel, Services & Solutions en Alloys & Specialties. De eerste genoemde divisie houdt zich bezig met de productie van roestvast staal en is veruit de grootste activiteit van het bedrijf. Bij Services & Solutions wordt het roestvaststaal verder bewerkt op specificaties van de klant. In 2022 werd een nieuw bedrijfsonderdeel Recycling & Renewables toegevoegd. Dit segment houdt zich bezig met de recycling van roestvast staal en de productie van hernieuwbare energie.
Aperam beschikt over zes productielocaties met een totale capaciteit van 2,5 miljoen ton op jaarbasis. Er zijn twee vestigingen in België, drie in Frankrijk en een in Brazilië. In Genk en Châtelet staan vlamboogovens. Verder zijn er drie koudwalserijen in Genk, Gueugnon en Isbergues. In de Braziliaanse deelstaat Minas Gerais staat een oven en walserij in Timóteo. In Imphy staat de enige fabriek van Alloys & Specialties. In januari 2025 werd de overname afgerond van Universal Stainless & Alloy Products in Ohio. Universal is een gebruikt roestvast staal verwerker en leverde in 2024 ongeveer 32.000 ton metaal aan klanten. Het is de eerste productiefaciliteit van Aperam in de Verenigde Staten.
De belangrijkste afzetmarkt is Europa, hier werd in 2023 ongeveer twee derde van de totale omzet gerealiseerd. Azië en Afrika heeft een omzetaandeel van 9% en de rest wordt afgezet in Noord- en Zuid-Amerika. Enkele belangrijke sectoren die materiaal van Aperam afnemen zijn de bouw- en transportsector en de auto-industrie.

### Resultaten
De markt voor roestvast staal is een wereldmarkt. Het product laat zich eenvoudig transporteren en de logistieke kosten vertegenwoordigen maar een klein deel van de totale kosten. De prijsverschillen tussen de regio's zijn derhalve beperkt. De prijs bestaat veelal uit twee componenten. Een basisprijs wordt afgesproken tussen producent en klant. Verder is een legeringstoeslag (Engels: Alloy surcharge), dit is een extra bedrag op de basisprijs als sprake is van een wijziging in de wereldmarktprijs van de grondstoffen, zoals nikkel, chroom of molybdeen.
In 2018 heeft het bedrijf besloten van valuta te wisselen. Aperam stapte over van Amerikaanse dollar naar de euro.
| Jaar | Omzet       | Bedrijfs- resultaat | Netto- resultaat | Verkoop- volume (×ton) | Gemiddelde verkoopprijs per ton | Mede- werkers (FTE) |
| Jaar | (× miljoen) | (× miljoen)         | (× miljoen)      | Verkoop- volume (×ton) | Gemiddelde verkoopprijs per ton | Mede- werkers (FTE) |
| ---- | ----------- | ------------------- | ---------------- | ---------------------- | ------------------------------- | ------------------- |
| 2008 | $ 8358      | $ 382               | $ 98             | 1.958.000              | n.b.                            | 12.164              |
| 2009 | $ 4235      | $ −207              | $ −150           | 1.447.000              | n.b.                            | 9916                |
| 2010 | $ 5604      | $ 93                | $ 105            | 1.741.000              | $ 3066                          | 9904                |
| 2011 | $ 6345      | $ 45                | $ −59            | 1.749.000              | $ 3475                          | 10.533              |
| 2012 | $ 5526      | $ −106              | $ −108           | 1.683.000              | $ 2991                          | 9815                |
| 2013 | $ 5120      | $ −11               | $ −100           | 1.728.000              | $ 2836                          | 9533                |
| 2014 | $ 5482      | $ 296               | $ 95             | 1.813.000              | $ 2851                          | 9400                |
| 2015 | $ 4716      | $ 327               | $ 172            | 1.886.000              | $ 2413                          | 9500                |
| 2016 | $ 4265      | $ 317               | $ 214            | 1.917.000              | $ 2162                          | n.b.                |
| 2017 | $ 5051      | $ 447               | $ 361            | 1.936.000              | $ 2525                          | 9600                |
| 2018 | € 4677      | € 361               | € 286            | 1.972.000              | € 1942                          | 9680                |
| 2019 | €4240       | € 207               | € 148            | 1.786.000              | € 1879                          | 9670                |
| 2020 | € 3624      | € 199               | € 175            | 1.677.000              | € 1705                          | 9500                |
| 2021 | € 5102      | € 1042              | € 968            | 1.819.000              | € 2360                          | n.b.                |
| 2022 | € 8156      | € 890               | € 626            | 2.309.000              | € 3358                          | 10.700              |
| 2023 | € 6592      | € 89                | € 204            | 2.198.000              | € 2626                          | 11.500              |
| 2024 | € 6255      | € 129               | € 232            | 2.290.000              | € 2359                          | 12.000              |

## Aandeelhouders
Aperam is een afsplitsing van staalgigant ArcelorMittal. Sinds januari 2011 is het genoteerd aan de effectenbeurzen van Amsterdam, Luxemburg en Parijs. Aandeelhouders van ArcelorMittal ontvingen ten tijde van de beursgang voor elke twintig aandelen Arcelor één aandeel Aperam. De familie Mittal bezit 39,9% van de aandelen en 41,0% van het stemrecht.